# Millettia usaramensis
Millettia usaramensis är en ärtväxtart som beskrevs av Paul Hermann Wilhelm Taubert. Millettia usaramensis ingår i släktet Millettia och familjen ärtväxter.

## Underarter
Arten delas in i följande underarter:
- M. u. australis
- M. u. usaramensis